# Isabel de la Caballería
Isabel de la Caballería, Isabel de la Cavallería o Ysabel de la Cavalleria (antes de 1475-¿después de 1510?) fue una dama de una importante familia zaragozana, los de la Caballería, o de la Cavallería tal y como aparecen en las fuentes, cristianos judeoconversos que destacaron en los negocios y la política del reino de Aragón en el siglo XV.

No se conoce la fecha de nacimiento de Isabel de la Caballería, pero por el año de su matrimonio con el señor de Bureta tuvo que ser antes de 1475. El padre de Isabel de la Caballería fue micer Alonso o Alfonso de la Caballería. Alfonso de la Caballería era hijo del jurista Pedro de la Caballería y él también fue un experto jurista zaragozano que llegó a ser vicecanciller del rey Fernando II de Aragón. La madre de Isabel de la Caballería se llamaba igualmente Isabel, ha sido identificada como Isabel Raro, de la acaudalada familia zaragozana Raro, pero también como Isabel Ram, cristiana vieja, quizás por un error en la lectura del apellido. Entre los hermanos de Isabel que han sido documentados están Sancho de la Caballería y María de la Caballería, en otras fuentes llamada Juana, que fue la esposa de Martín Gil de Palomar y Gurrea, alias Martín de Gurrea, señor de Argavieso.
Isabel de la Caballería contrajo matrimonio con Pedro de Francia, segundo señor de Bureta, en 1487 en Zaragoza. La familia Francia, que estaba entre la más honrada nobleza aragonesa, y la familia de la Caballería ya estaban emparentadas desde 1452 por el matrimonio de los suegros de Isabel de la Caballería: Pedro de Francia, primer señor de Bureta, se había casado con Beatriz Ruiz, hija de Gaspar Ruiz e Isabel de la Caballería (homónima de su pariente más joven).
El matrimonio de Isabel de la Caballería y Pedro de Francia fue breve, ya que en 1489 Pedro de Francia murió e Isabel de la Caballería enviudó estando encinta. Isabel de la Caballería, atendida por la madrina Salinas, alumbró un hijo varón el 10 de enero de 1490 en la casa del señor de Argavieso de Zaragoza, de lo que dio fe el notario Domingo de Cuerla en una detallada carta pública de parto. La intención del documento era proteger los derechos usufructuarios de la viuda y hereditarios del póstumo y aunque el nombre del niño no consta, pues se le impondría en el bautismo unos días después, este hijo póstumo puede identificarse con Juan de Francia, quien fuera el tercer señor de Bureta. El matrimonio de Isabel de la Caballería y Pedro de Francia habría engendrado con anterioridad una hija, Isabel de Francia, que llegada a la edad adulta sería la esposa de Luis Sánchez, tesorero real.
Isabel de la Caballería, identificada como hija del vicecanciller de Aragón Alonso de la Caballería y de Isabel Ram, contrajo nuevamente matrimonio en fecha desconocida, pero anterior a 1498, con el navarro Juan de Beaumont y Agramont, tercer señor de Monteagudo, descendiente por línea ilegítima de los reyes de Navarra y Francia, con el que tuvo cuatro hijos: Baltasar Beaumont y de la Caballería, sexto señor de Monteagudo y que según algunas fuentes habría nacido hacia 1510, Isabel Beaumont y de la Caballería, Diego Beaumont y de la Caballería y Alonso Beaumont y de la Caballería.
El lugar y la fecha de muerte de Isabel de la Caballería no son conocidos.